# Distrito de Aviñón
El distrito de Aviñón es un distrito (en francés arrondissement) de Francia, que se localiza en el departamento de Vaucluse, de la région de Provenza-Alpes-Costa Azul (en francés Provence-Alpes-Côte d'Azur). Cuenta con 10 cantones y 37 comunas.

## División territorial

### Cantones
Los cantones del distrito de Aviñón son:
1. Cantón de Avignon-Est
2. Cantón de Avignon-Nord
3. Cantón de Avignon-Ouest
4. Cantón de Avignon-Sud
5. Cantón de Bédarrides
6. Cantón de Bollène
7. Cantón de L'Isle-sur-la-Sorgue
8. Cantón de Orange-Est
9. Cantón de Orange-Ouest
10. Cantón de Valréas

### Comunas
| 1. Aviñón (84007)            | 2. Bollène (84019)                     | 3. Bédarrides (84016)                | 4. Cabrières-d'Avignon (84025)   |
| 5. Caderousse (84027)        | 6. Camaret-sur-Aigues (84029)          | 7. Châteauneuf-de-Gadagne (84036)    | 8. Châteauneuf-du-Pape (84037)   |
| 9. Courthézon (84039)        | 10. Fontaine-de-Vaucluse (84139)       | 11. Grillon (84053)                  | 12. L'Isle-sur-la-Sorgue (84054) |
| 13. Jonquerettes (84055)     | 14. Jonquières (84056)                 | 15. Lagarde-Paréol (84061)           | 16. Lagnes (84062)               |
| 17. Lamotte-du-Rhône (84063) | 18. Lapalud (84064)                    | 19. Mondragon (84078)                | 20. Morières-lès-Avignon (84081) |
| 21. Mornas (84083)           | 22. Orange (84087)                     | 23. Piolenc (84091)                  | 24. Le Pontet (84092)            |
| 25. Richerenches (84097)     | 26. Saint-Saturnin-lès-Avignon (84119) | 27. Sainte-Cécile-les-Vignes (84106) | 28. Saumane-de-Vaucluse (84124)  |
| 29. Sorgues (84129)          | 30. Sérignan-du-Comtat (84127)         | 31. Le Thor (84132)                  | 32. Travaillan (84134)           |
| 33. Uchaux (84135)           | 34. Valréas (84138)                    | 35. Vedène (84141)                   | 36. Violès (84149)               |
| 37. Visan (84150)            |                                        |                                      |                                  |